# 1998年イギリスグランプリ
1998年イギリスグランプリ(1998 British Grand Prix)は1998年のF1世界選手権第9戦として7月12日にシルバーストーン・サーキットで開催された。

## 予選

### 展開
ミカ・ハッキネンが今シーズン6回目のポールポジションを獲得した。一方、チームメートのデビッド・クルサードは、ミハエル・シューマッハとジャック・ヴィルヌーヴより後ろの4番手に沈んだ。
前々戦カナダグランプリでは好調な走りを見せたベネトン勢の2台は苦しみ、タイムが上がらず9、10番手に終わる。
また、ジョーダンのラルフ・シューマッハとプロストのオリビエ・パニスは、コックピットの規定違反によりタイム抹消となった。

### 結果
| 順位 | No | ドライバー                       | コンストラクター           | タイム   | 差     |
| ---- | -- | -------------------------------- | -------------------------- | -------- | ------ |
| 1    | 8  | ミカ・ハッキネン                 | マクラーレン・メルセデス   | 1:23.271 |        |
| 2    | 3  | ミハエル・シューマッハ           | フェラーリ                 | 1:23.720 | +0.449 |
| 3    | 1  | ジャック・ヴィルヌーヴ           | ウィリアムズ・メカクローム | 1:24.102 | +0.831 |
| 4    | 7  | デビッド・クルサード             | マクラーレン・メルセデス   | 1:24.310 | +1.039 |
| 5    | 4  | エディ・アーバイン               | フェラーリ                 | 1:24.436 | +1.165 |
| 6    | 2  | ハインツ＝ハラルド・フレンツェン | ウィリアムズ・メカクローム | 1:24.442 | +1.171 |
| 7    | 9  | デイモン・ヒル                   | ジョーダン・無限ホンダ     | 1:24.542 | +1.271 |
| 8    | 14 | ジャン・アレジ                   | ザウバー・ペトロナス       | 1:25.081 | +1.810 |
| 9    | 15 | ジョニー・ハーバート             | ザウバー・ペトロナス       | 1:25.084 | +1.813 |
| 10   | 5  | ジャンカルロ・フィジケラ         | ベネトン・プレイライフ     | 1:25.654 | +2.383 |
| 11   | 6  | アレクサンダー・ヴルツ           | ベネトン・プレイライフ     | 1:25.760 | +2.489 |
| 12   | 16 | ペドロ・ディニス                 | アロウズ                   | 1:26.376 | +3.105 |
| 13   | 17 | ミカ・サロ                       | アロウズ                   | 1:26.487 | +3.216 |
| 14   | 12 | ヤルノ・トゥルーリ               | プロスト・プジョー         | 1:26.808 | +3.537 |
| 15   | 19 | ヨス・フェルスタッペン           | スチュワート・フォード     | 1:26.948 | +3.677 |
| 16   | 18 | ルーベンス・バリチェロ           | スチュワート・フォード     | 1:26.990 | +3.719 |
| 17   | 21 | 高木虎之介                       | ティレル・フォード         | 1:27.061 | +3.790 |
| 18   | 23 | エステバン・トゥエロ             | ミナルディ・フォード       | 1:28.051 | +4.780 |
| 19   | 22 | 中野信治                         | ミナルディ・フォード       | 1:28.123 | +4.852 |
| 20   | 20 | リカルド・ロセット               | ティレル・フォード         | 1:28.608 | +5.337 |
| 21   | 11 | オリビエ・パニス                 | プロスト・プジョー         |          |        |
| 22   | 10 | ラルフ・シューマッハ             | ジョーダン・無限ホンダ     |          |        |

• 予選通過タイム 1'29.100

## 決勝

### 展開
レース前の午前中は激しい雨が降った。スタート前に止んだため、全車ドライセッティングにしたが、路面はウェットとドライが混同してる状況にあるため、ほとんどのマシンがインターミディエートタイヤを選択したが、スチュワートの二台はスリックタイヤを選択した。
スタートではハッキネンとミハエルが好スタートを決め、クルサードが2台についていく形となった。8番手スタートのジャン・アレジは、スタートに失敗したハインツ＝ハラルド・フレンツェンやエディ・アーバインらの間をすり抜ける形で4番手に上がってきた。一方のアーバインはスタートで大きく出遅れてしまい、10番手まで後退してしまう。

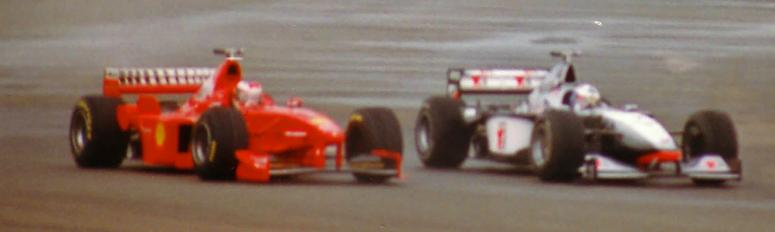
ミハエル・シューマッハをパスする、デビッド・クルサード

序盤はブリヂストンタイヤを履くマクラーレンの2台が好走を見せる中、ミハエルのドライセッティングは裏目にでてしまい、4周目から急激にペースが下がってしまった。そして、アビーコーナーでクルサードにパスされ3番手に後退した。また、最後尾スタートのラルフが後方から順位を上げる中、チームメートのデイモン・ヒルは13周目にスピンしてしまいリタイアした。

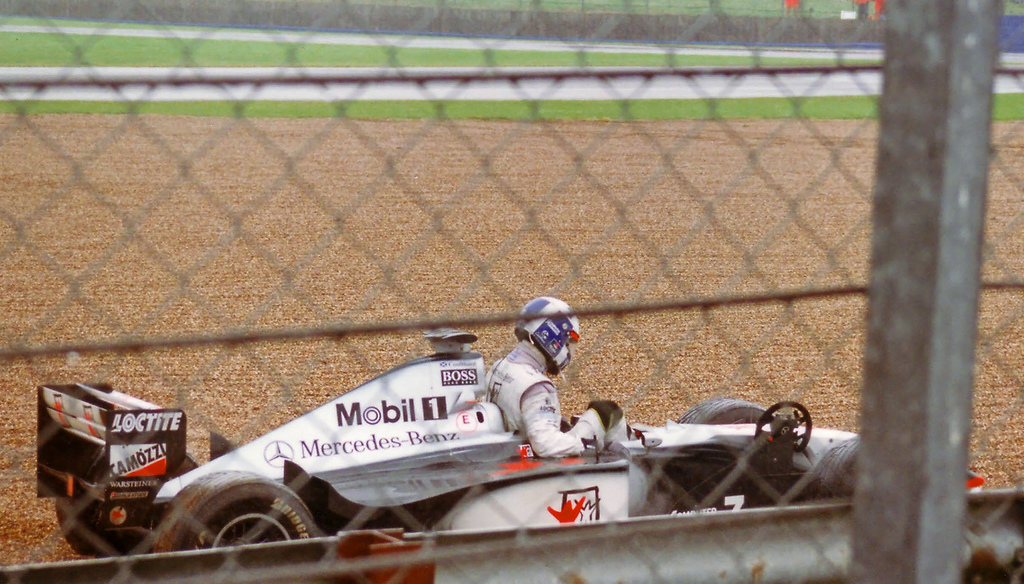
リタイアするクルサード

レースが進んでいくごとに雨の勢いは増していき、最初のピットインではクルサードとミハエルはインターミディエートを選択したが、ハッキネンはチームがクルサードとの共倒れを避けるためにフルウェットを選択した。しかし、雨脚は強まるばかりでミハエルはペースが上がらず、ミハエルと同じインターミディエートを選択したクルサードは、周回遅れをパスする際にハイドロプレーニングを引き起こしてしまい、コントロールを失ったままウォールにヒットしリタイアした。このハッキネンとの扱いの差にクルサードはチームに不満を露わにし、サーキットを去った。
激しい雨により、ミハエルはピットインを余儀なくされてしまう中、多くのマシンが濡れた路面に足をすくわれ、プロストのヤルノ・トゥルーリをはじめ、スピンによるリタイアが多発した他にも、ミナルディの中野信治のようにスピンしたものの体勢を立て直すマシンもいた。そんな中、42周目にトップのハッキネンもブリッジでスピンしてしまう。何とか体勢を立て直してレースに復帰するものの、このスピンによりフロントウィングを破損してしまい、10秒以上もロスしてしまう。
そして44周目に、セーフティカーが導入されることとなり、ハッキネンとミハエルの38秒あった差は、ほぼ無いに等しくなてしまう。さらにハッキネンは51周目のベケッツでコースオフしてしまい、ミハエルがトップに立った。
しかし、あと2周というところで、ミハエルが43周目のセーフティカーが先導する最中に、ベネトンのアレクサンダー・ヴルツを追い越してしまったことで、10秒のタイムペナルティを受けることとなったが、通知書にはミハエルのタイムに10秒加算されるのか、10秒のピットストップペナルティを受けるのかが表記されておらず、チームはファイナルラップの最後にピットに戻って、10秒のピットストップペナルティを受けるように指示した。しかし、そうする際にシューマッハはフェラーリのガレージに到着する前にピットレーンでフィニッシュラインを通過したため、実際にピットストップペナルティを受けたかどうかで論争が起こった。
結果的にミハエルが、今シーズン4度目の優勝となった。ハッキネンはコースオフの影響が大きく、ミハエルの10秒ペナルティがあったところで優勝することはできなかった。
最後尾スタートのラルフは、激しい雨が降る中で速さを見せ、6位入賞を果たした。またベネトンの2台は今シーズン3回目で最後のタブル入賞を果たした。

### 結果
| 順位 | No | ドライバー                       | コンストラクター           | 周回数 | タイム/リタイア | グリッド | ポイント |
| ---- | -- | -------------------------------- | -------------------------- | ------ | --------------- | -------- | -------- |
| 1    | 3  | ミハエル・シューマッハ           | フェラーリ                 | 60     | 1:47'02.450     | 2        | 10       |
| 2    | 8  | ミカ・ハッキネン                 | マクラーレン・メルセデス   | 60     | +22.465         | 1        | 6        |
| 3    | 4  | エディ・アーバイン               | フェラーリ                 | 60     | +29.199         | 5        | 4        |
| 4    | 6  | アレクサンダー・ヴルツ           | ベネトン・プレイライフ     | 59     | +1Lap           | 11       | 3        |
| 5    | 5  | ジャンカルロ・フィジケラ         | ベネトン・プレイライフ     | 59     | +1Lap           | 10       | 2        |
| 6    | 10 | ラルフ・シューマッハ             | ジョーダン・無限ホンダ     | 59     | +1Lap           | 21       | 1        |
| 7    | 1  | ジャック・ヴィルヌーヴ           | ウィリアムズ・メカクローム | 59     | +1Lap           | 3        |          |
| 8    | 22 | 中野信治                         | ミナルディ・フォード       | 58     | +2Lap           | 19       |          |
| 9    | 21 | 高木虎之介                       | ティレル・フォード         | 56     | +4Lap           | 17       |          |
| Ret  | 14 | ジャン・アレジ                   | ザウバー・ペトロナス       | 53     | 電気系          | 8        |          |
| Ret  | 16 | ペドロ・ディニス                 | アロウズ                   | 45     | スピンアウト    | 12       |          |
| Ret  | 11 | オリビエ・パニス                 | プロスト・プジョー         | 40     | スピンアウト    | 22       |          |
| Ret  | 18 | ルーベンス・バリチェロ           | スチュワート・フォード     | 39     | クラッシュ      | 16       |          |
| Ret  | 19 | ヨス・フェルスタッペン           | スチュワート・フォード     | 38     | エンジン        | 15       |          |
| Ret  | 7  | デビッド・クルサード             | マクラーレン・メルセデス   | 37     | スピンアウト    | 4        |          |
| Ret  | 12 | ヤルノ・トゥルーリ               | プロスト・プジョー         | 37     | スピンアウト    | 14       |          |
| Ret  | 20 | リカルド・ロセット               | ティレル・フォード         | 29     | スピンアウト    | 20       |          |
| Ret  | 23 | エステバン・トゥエロ             | ミナルディ・フォード       | 29     | スピンアウト    | 18       |          |
| Ret  | 15 | ジョニー・ハーバート             | ザウバー・ペトロナス       | 27     | スピンアウト    | 9        |          |
| Ret  | 17 | ミカ・サロ                       | アロウズ                   | 27     | スロットル      | 13       |          |
| Ret  | 2  | ハインツ＝ハラルド・フレンツェン | ウィリアムズ・メカクローム | 15     | スピンアウト    | 6        |          |
| Ret  | 9  | デイモン・ヒル                   | ジョーダン・無限ホンダ     | 13     | スピンアウト    | 7        |          |

• ファステストラップ ミハエル・シューマッハ 1'35.704（Lap 12）
• ラップリーダー ミカ・ハッキネン（Lap 1-50） ミハエル・シューマッハ（Lap 51-60）

### レース後
レース終了後、ミハエルに対する10秒ペナルティについての論争が起こった。フェラーリは、ペナルティは事件後25分以内に発令されるべきだが、31分後に通知されたと主張した他、手書きの通知では実際に発令されたペナルティがピットストップペナルティなのか、ミハエルのレースタイムへの10秒加算なのか不明瞭であると主張したが、後にFIAの国際控訴裁判所はレースタイムの10秒加算であると明確にした。これにより、スチュワードはレース後に10秒加算を適用することを決定した。しかし、レースタイムの加算ペナルティはレースの最後12周での違反を罰するために使用できるため、このレースにはペナルティが適用されなかった。
マクラーレンはこの裁定に抗議したが、FIAはこの抗議を却下した。抗議の審理において、レースの最後の12周で起きた事に対して10秒のタイムペナルティを科し、ペナルティが科されたことを通知する許容時間制限を超えたという点で、スチュワードがいくつかのミスを犯したことを確認した。 なおこの裁定に関与した3人のスチュワードは、FIA世界評議会の臨時会議でライセンスを返上した。

## 第9戦終了時点でのランキング
| 順位 | ドライバー             | ポイント |
| ---- | ---------------------- | -------- |
| 1    | ミカ・ハッキネン       | 56       |
| 2    | ミハエル・シューマッハ | 54       |
| 3    | デビッド・クルサード   | 30       |
| 4    | エディ・アーバイン     | 29       |
| 5    | アレクサンダー・ヴルツ | 17       |

| 順位 | コンストラクター           | ポイント |
| ---- | -------------------------- | -------- |
| 1    | マクラーレン・メルセデス   | 86       |
| 2    | フェラーリ                 | 83       |
| 3    | ベネトン・プレイライフ     | 32       |
| 4    | ウィリアムズ・メカクローム | 19       |
| 5    | スチュワート・フォード     | 5        |

- 注: 両方の順位表には上位 5 位のみが含まれます。